# Moșești, Buzău
Moșești este un sat în comuna Robeasca din județul Buzău, Muntenia, România. Se află în Câmpia Română, în estul județului, la limita cu județul Brăila.
La sfârșitul secolului al XIX-lea, satul Moșești era împărțit în Moșeștii Noi și Moșeștii Vechi, cătune ce erau arondate comunei Nisipurile din plasa Râmnicul de Jos a județului Râmnicu Sărat, comună ce avea 1302 locuitori. În comuna Nisipurile funcționau 2 școli cu 34 de elevi în total și 2 biserici — una la Moșeștii Vechi zidită în 1855 de locuitori și una în satul Nisipuri datând din 1851.
În 1925, Anuarul Socec prezintă satul Moșești ca fiind deja unificat și separat de comuna Nisipurile, comuna Moșești făcând parte din aceeași plasă și având 1146 de locuitori. În 1950, comuna a trecut la raionul Buzău al regiunii Buzău și apoi (după 1952) al regiunii Ploiești. Până în 1968, comuna Moșești a fost desființată și inclusă în comuna Robeasca, ea fiind atunci transferată la județul Buzău.